# NGC 4438
NGC 4438 (другие обозначения — UGC 7574, VV 188, MCG 2-32-65, ARP 120, ZWG 70.97, VCC 1043, IRAS12252+1317, PGC 40914) — спиральная галактика в созвездии Дева.
Этот объект входит в число перечисленных в оригинальной редакции Нового общего каталога.

## Исследования
Галактика была открыта 8 апреля 1784 г. Уильямом Гершелем.
В ходе исследований, проводимых в Йельском университете с помощью телескопа Национальной обсерватории оптической астрономии, были обнаружены нити тёплого газа (в основном ионизированного водорода), образующие перемычку между NGC 4438 и галактикой М86.
Предполагается, что нити образовались в результате высокоскоростного столкновения галактик (М86 намного тяжелее, чем NGC 4438). В результате подобного столкновения межзвёздный газ разогревается, что препятствует образованию устойчивых газовых скоплений, из которых позднее могли сформироваться новые звёзды.
Спиральная структура галактики сильно деформирована, что может быть связано с относительно недавним (100 млн лет назад) близким прохождением на расстоянии 16 тыс. световых лет соседней галактики NGC 4435, в ходе которого последняя потеряла существенную часть своей массы, а также газ и пыль. Сейчас NGC 4438 и NGC 4435 разделяет 100 тыс. световых лет, эта пара галактик получила название «Глаза Девы». Обе они входят в состав очень большого скопления галактик в созвездии Девы и в Цепочку Маркаряна.